# Sepp Auer
Josef „Sepp“ Auer (* 20. Juni 1939 in Braunau am Inn) ist ein österreichischer Hochschullehrer, Bildhauer (Metallplastiker) und Installationskünstler.

## Leben
Der Sohn eines Schuldirektors legte 1961 die Meisterprüfung als Schlosser ab und widmete sich dann seiner künstlerischen Ausbildung. Von 1975 bis 2004 unterrichtete er an der Universität für angewandte Kunst Wien und von 1994 bis 1997 war er dort interimistischer Leiter der Meisterklasse für Bildhauerei. Zu seinen Studierenden zählten u. a. Friedrich Biedermann (1996 bis 2009), Heribert Friedl (bis 1998) und Judith Wagner (1991 bis 1998) Sepp Auer lebt und arbeitet in Wien und St. Peter am Hart.
Der Künstler ist Mitglied im Künstlerhaus Wien sowie in der Künstlervereinigung MAERZ. Von 1992 bis 2001 war er mehrfach Juror bei der Vergabe von Kunst- und Kulturpreisen (1992 bis 1995 und von 1999 bis 2001 für Kunst im öffentlichen Raum bei der niederösterreichischen und von 1994 bis 1996 bei der oberösterreichischen Landesregierung. Bei letzterer war er in diesem Zeitraum auch Juror für den Kulturpreis des Landes Oberösterreich). 1996 arbeitete er beim Metallsymposium in Spital am Pyhrn mit und von 2001 bis 2003 betätigte er sich als Kurator für Kunstankäufe beim Magistrat Linz. Von 2007 bis 2010 arbeitete er im künstlerischen Bereich bei der Bundesimmobiliengesellschaft.

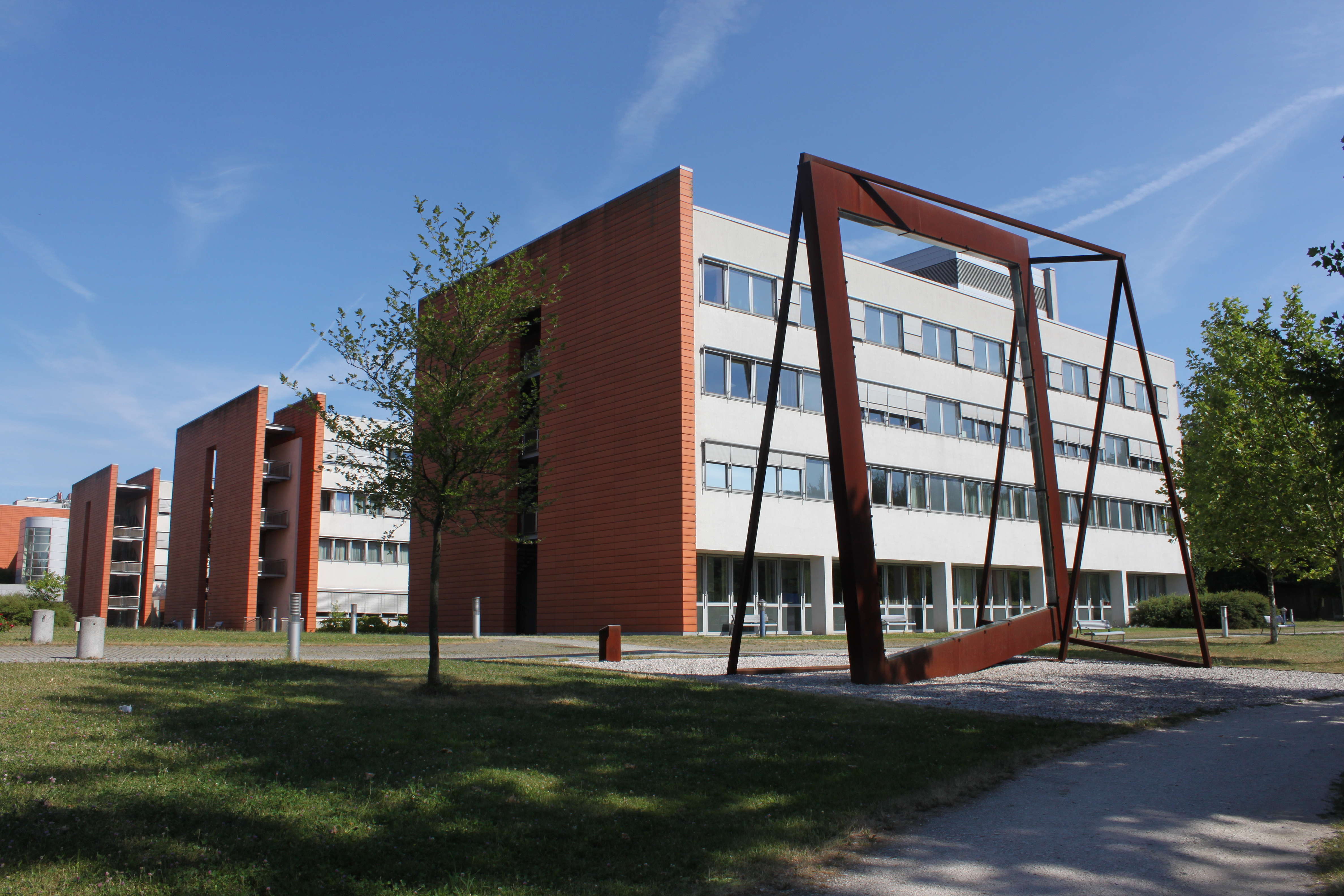
Instabilität Stabilität (2002) vor der Landes-Nervenklinik Wagner-Jauregg

## Werke
- 1986 Gestaltung der Kapelle des Allgemeinen Krankenhauses[2] Linz
- 1995 Jüdisches Denkmal Wels[3]
- 1997 Marktplatzgestaltung mit Brunnen[4] in Ybbsitz
- 1998 Kirchenfenster, Ambo und Vortragekreuz der Neuen Pfarrkirche Kirchham in Oberösterreich
- 2002 Altarraumgestaltung in der Pfarrkirche in Hallstatt
- 2002 COR-TEN-Stahl-Plastik Instabilität Stabilität zum Neubau der Landes-Nervenklinik Wagner-Jauregg in Linz[5]
- 2005 Neugestaltung der Kirche in Paasdorf
- 2007 Hauptschule Ranshofen, Kunst im öffentlichen Raum
- 2008 Gitterwand und Eingangstor des neuen Museumstrakts Schlossmuseum Linz
- Altarraumeinrichtung der Pfarrkirche Kleinraming

## Einzelausstellungen
- 1974 Museum für Angewandte Kunst in Wien, Metallplastik
- 1990 Rupertinum, Salzburg
- 1993 Oberösterreichisches Landesmuseum, Linz
- 2010 Zacherlfabrik, Wien: Spiluttini – Kämmerer – Auer

## Auszeichnungen
- 1970 Staatspreis für Schmiedeplastik München
- 1989 Kulturpreis des Landes Oberösterreich für Bildende Kunst
- 1996 und 2010 Goldene Medaille des Künstlerhauses Wien